# Lufubu
Lufubu är ett vattendrag i Kongo-Kinshasa, ett biflöde till Lualaba. Det rinner genom provinserna Lomami och Maniema, i den centrala delen av landet, 1 200 km öster om huvudstaden Kinshasa.